# エレン・ルーズベルト
エレン・ルーズベルト（Ellen Roosevelt, 1868年8月20日 - 1954年9月26日）は、アメリカ・ニューヨーク州ローゼンデール出身の女子テニス選手。黎明期の全米選手権（現在の全米オープンテニス）の女子競技で、1歳年上の姉グレース・ルーズベルト（1867年 - 1945年）とともに「姉妹テニス選手」として活躍した。妹のエレンは、1890年に女子シングルス・女子ダブルスの2部門を制覇し、1893年に混合ダブルス部門で優勝した。フルネームは Ellen Crosby Roosevelt （エレン・クロスビー・ルーズベルト）という。

## 来歴
エレンとグレースのルーズベルト姉妹は、アメリカ合衆国第32代大統領フランクリン・ルーズベルトのいとこでもある。全米選手権の第1回女子シングルス優勝者エレン・ハンセルの回想によれば、ルーズベルト家はテニスコートつきの裕福な家庭で、コーチであった父親は娘たちを「一対の見せ物の子馬」のように扱ったという。
現在は「全米オープン」として知られるテニス競技大会は、1881年から男子シングルスと男子ダブルスが始まり、女子シングルスはそれから6年後の1887年に第1回の競技大会が行われた。最初期の時代は、各部門が個別の名称を持ち、大会会場も別々のテニスクラブで開かれていた。女子シングルス部門は、1887年から「全米女子シングルス選手権」（U.S. Women's National Singles Championship）という名前で始まり、エレン・ルーズベルトは第4回大会の優勝者となった。当時は競技システムも現在とは大きく異なり、大会前年優勝者を除く選手たちが「チャレンジ・ラウンド」（Challenge Round, 挑戦者決定戦）を行い、それを制した選手が前年優勝者と決勝を戦う「オールカマーズ・ファイナル」（All-Comers Final）方式を採用していた。エレン・ルーズベルトは第4回「全米女子シングルス選手権」のチャレンジ・ラウンドを勝ち上がり、オールカマーズ・ファイナル方式の決勝戦で前年優勝者のバーサ・タウンゼントを 6-2, 6-2 で破って優勝した。女子ダブルス部門は、女子シングルスに2年遅れて1889年から「全米女子ダブルス選手権」として始まり、エレンとグレースのルーズベルト姉妹は1890年に第2回大会の優勝者となった。
女子シングルスでは、第5回大会の1891年から決勝戦に「最大5セット・マッチ」が導入された。エレン・ルーズベルトは大会前年優勝者として「チャレンジ・ラウンド」の勝者を待つ立場になったが、決勝戦ではチャレンジ・ラウンド勝者のマーベル・カーヒル（アイルランド）に 4-6, 6-1, 6-4, 3-6 （セットカウント1対3）で敗れ、大会2連覇を逃した。女子ダブルスでも、ルーズベルト姉妹はカーヒルとエンマ・モーガンの組に 6-2, 6-8, 4-6 で敗れた。エレンとグレースは2人とも、1891年を最後に女子シングルス・女子ダブルス競技から引退した。混合ダブルス部門は、1892年から「全米混合ダブルス選手権」（U.S. Mixed Doubles Championship）という名前で始まり、エレン・ルーズベルトは1893年の第2回大会でクラレンス・ホバートとペアを組んで優勝した。
姉のグレース・ルーズベルトは、1945年11月29日に故郷のニューヨーク州・ハイドパークで死去した。妹のエレンはその9年後、1954年9月26日に故郷で86歳の生涯を閉じた。エレン・ルーズベルトは1975年に国際テニス殿堂入りを果たしたが、姉のグレースは殿堂入りしていない。

## 全米選手権の成績
- 女子シングルス：1勝（1890年）
- 女子ダブルス：1勝（1890年）
- 混合ダブルス：1勝（1893年）